# Qualifications de la zone Afrique pour la Coupe du monde de rugby à XV 2023
 (avril 2021).
Si vous disposez d'ouvrages ou d'articles de référence ou si vous connaissez des sites web de qualité traitant du thème abordé ici, merci de compléter l'article en donnant les références utiles à sa vérifiabilité et en les liant à la section « Notes et références ».
Navigation
Qualifications coupe du monde 2019 Qualifications coupe du monde 2027
Les qualifications de la zone Afrique pour la Coupe du monde de rugby à XV 2023 se déroulent de 2021 à 2022 et se limitent à la tenue de l'édition 2021-2022 de la Coupe d'Afrique de rugby. Le vainqueur de la compétition participe directement à la compétition finale au titre d'Afrique 1, tandis que le deuxième de ce tournoi est repêché pour le tournoi de qualification final.

## Équipes participantes
16 pays participent à la Coupe d'Afrique 2021-2022.
La compétition débute par les phases de poule en juin 2021.
Le tournoi final, à partir des quarts de finale, a lieu en juillet 2022. Le comité d'organisation France 2023 a proposé d'organiser ce tournoi sur le territoire français ; cette proposition a été retenue.
| Équipe        | Statut qualification                                                 |
| ------------- | -------------------------------------------------------------------- |
| Namibie       | Qualifiée Afrique 1                                                  |
| Kenya         | Qualifiée pour le tournoi de repêchage                               |
| Algérie       | Éliminée en demi-finale de la phase finale de la Coupe d'Afrique     |
| Zimbabwe      | Éliminée en demi-finale de la phase finale de la Coupe d'Afrique     |
| Ouganda       | Éliminée en quart de finale de la phase finale de la Coupe d'Afrique |
| Côte d'Ivoire | Éliminée en quart de finale de la phase finale de la Coupe d'Afrique |
| Sénégal       | Éliminée en quart de finale de la phase finale de la Coupe d'Afrique |
| Burkina Faso  | Éliminée en quart de finale de la phase finale de la Coupe d'Afrique |
| Madagascar    | Éliminée en phase de poules de la Coupe d'Afrique                    |
| Zambie        | Éliminée en phase de poules de la Coupe d'Afrique                    |
| Ghana         | Éliminée en phase de poules de la Coupe d'Afrique                    |
| Tunisie       | Éliminée en phase de poules de la Coupe d'Afrique (forfait)          |
| Cameroun      | Éliminée au tour préliminaire de la Coupe d'Afrique                  |
| Burundi       | Éliminée au tour préliminaire de la Coupe d'Afrique                  |